# فلاغلر بيتش
فلاغلر بيتش (بالإنجليزية: Flagler Beach)‏ هي مدينة أمريكية تقع في ولاية فلوريدا. تبلغ مساحة هذه المدينة 10.6 (كم²)،ويبلغ عدد سكانها 4484 نسمة حسب إحصاء سنة 2010 م 4484.تشير إحصاءات سنة 2000م بأن الكثافة السكانية في هذه المدينة تقدر بـ(auto) نسمة/كم2 